# Mike Gonsalves
Pour les articles homonymes, voir Gonsalves.
Mike Gonsalves de son vrai nom Michael Gonsalves, né le 6 janvier 1959 à Berkeley (Californie), est un joueur et entraîneur franco-américain de basket-ball.

## Carrière

### Comme joueur
Tout juste arrivé en France en 1982, Mike Gonsalves commence sa carrière sous les couleurs du SI Graffenstaden en Pro B, durant une saison, avant de rejoindre Saint-Quentin, de 1983 à 1988 en Nationale 3 à la Pro A. Il part ensuite à Roanne, où il reste jusque 1994, 2 saisons en Pro B et 4 en Pro A.

### Comme entraîneur
C'est dans le club ou il commence sa carrière d'entraîneur, à Andrézieux qu'il parvient à faire monter le club de la NM3 à la NM1 en trois ans (de 1995 à 1998) et champion de France en NM 3. Ses performances sont remarquées par le club de Roanne, alors en Pro B, qui l'embauche en 1998. Il quitte le club en 2000, et rejoint Bourg-en-Bresse en 2001, pour mener le groupe pendant treize journées seulement, en Pro A. Il part en 2002 à Charleville-Mézières, évoluant en Nationale 2. Jusque 2005 où le club monte de la NM2 à la Pro B avant son éviction du club ardennais, Mike Gonsalves amène le club jusqu'en Pro B.
C'est en 2006 qu'il se dirige vers le basket féminin, et rejoint Nice, alors pensionnaire de Ligue féminine. Il ne reste qu'une saison, et retourne en NM1 pour entraîner Mulhouse. Un an après, en 2008, il décide de quitter le club, et de rejoindre Saint-Étienne, en tant qu'adjoint, en Pro B. Il y reste deux ans et participe aux playoffs en Pro B. Il part à Vichy, club de Pro A, où, encore une fois, il est assistant. De 2011 à 2016, il revient dans le département des Ardennes, où sa famille réside, aux Flammes Carolo basket, club de Ligue féminine. En 2016, il devient assistant à Boulogne-sur-Mer.
En 2017, il coache l'équipe de Vitré (National 2) et monte en National 1 avec un titre de Champion de France National 2 (Final gagné contre Feurs). La saison 2018 le club qualifié pour les Play offs de National 1 contre St Vallier (1/8 de Final).